# Feđa Borozan
Feđa Borozan (Split, 1920. — Šibenik, 22. svibnja 1942.), hrvatski pripadnik pokreta otpora u Drugome svjetskom ratu i komunist.

## Životopis
Rodio se je u Splitu. Bio je dijete zatvorene naravi. Radio je u knjižnici. Aktivan u sindikatima. Godine 1939. Učlanio se je u Komunističku partiju i SKOJ i 1939. godine odbornik je u Mjesnom komitetu SKOJ-a. Živio je u očuhovoj kući u Velom Varošu, skupa s braćom Nebojšom i Braslavom, sestrom Sekom, polubratom Ivicom Jelaskom i materom Zorom.
Nakon kapitulacije Jugoslavije, poput mnogi pripadnika pokreta otpora, sakupljao je oružje. Donosio ga je kući bez roditeljskog znanja, ali mati je to primijetila i nije zabranila, nego se je cijela obitelj uključila u prihvat i raznošenje oružja. Poslije pušaka, kući su donosili i bombe, revolvere i ino te skrivali na sva moguća mjesta. Protiv talijanskih okupatora djelovao u brojnim akcijama. Potkraj kolovoza strijeljan mu je u Ruduši kod Sinja brat Nebojša. Mati se je onesvijestila dok je nazočila suđenje sinu Nebojši na ustaškom sudu u Sinju. Pod injekcijama su ju doveli u Split. Nisu prestali s ilegalnom djelatnošću, nego su nastavili još intenzivnije. Feđina aktivnost ilegalca kao organizatora i motora nije prošla nezapaženo. Policija je dobila prijavu da je sudionik bombaških akcija. Opreznost im je popustila. Uobičajeno je bilo da im ljudi donose oružje u kuću i nisu obraćali pozornost. Koncem 1941., nakon bombaškog napada na talijansku vojnu glazbu u Tartaglinoj ulici, talijanski policajci ubacili su im agenta provokatora koji je donio oružje u kuću, koji su karabinjeri i agenti već opkolili kuću. U malo minuta uspjeli su skriti oružje, tako da ga talijanski organi ni nakon dana pretrage nisu pronašli. Na pretresu mu je talijanska policija podmetnula paket s bombama, temeljem čega ga je uhitila. Poput mnogih, mučen je na ispitivanju ali ništa nije priznao. Bio je u zatvoru u Šibeniku. Mati je uhićena ožujka 1942. i osuđena na tri godine zatvora u Italiji. 18. svibnja 1942. iz zatvora u Splitu brodom Ammiraglio Viotti (bivša Topola) u Šibenik odvedeno je na suđenje 66 pripadnika pokreta otpora.  Ujutro 20. svibnja brod je pristao u Šibeniku. Kad je mati došla do Feđe u šibenskom zatvoru, lagao ju je da ga vode na odsluženje kazne u Italiju, da ju ne bi dotukla bol zbog neminovna gubitka drugog sina. Nepoštenost skorog suđenja najavljivalo je što su mrtvački sanduci već bili naručeni. Na suđenju pred Specijalnim sudom u Šibeniku, kojim je predsjedavao general Maggiore Vergano, osuđen je sa skupinom pripadnika pokreta otpora, partizana i ilegalaca, među kojima je bio i Rade Končar, na smrt. Osuđena 26-oricu strpali su u pet ćelija. Svećenik je osuđenicima dao papir za pisanje posljednjih pisama svojim najbližima, ali fašističke vlasti zaplijenila su pisma već prije nego što su izašla iz zatvora. Na dana strijeljanja osuđenike na smrt utrpali su u dva kamiona, u svaki po trinaest ljudi. Feđa Borozan je strijeljan 1942. u Šibeniku sa skupinom pripadnika komunističkog pokreta otpora u kojoj je bio i Rade Končar. Presuda je izvršena oko 7-7.30 na Šubićevcu. Presudu su izvršili vojnici iz bataljuna Toscana, postrojba iz Zadra. Osuđenici su bili strijeljani u dvjema skupinama po 13 osoba. Izvikivali su parole protiv fašizma, Mussolinija i klicali slobodi. Nakon vojničkog strijeljanja, časnik je svakom strijeljanom osuđeniku pucao iz pištolja u glavu.
U Splitu se je po Feđi Borozanu i bratu Nebojši bila zvala jedna ulica, braće Borozan.
Ime mu je uklesano u Spomen-parku Šubićevcu.